# Баговское сельское поселение
Баговское сельское поселение — муниципальное образование в составе Мостовского района Краснодарского края России.
В рамках административно-территориального устройства Краснодарского края ему соответствует Баговский сельский округ.
Административный центр — станица Баговская.

## География
Является самым большим по территории в районе. Площадь — 1067,44 км².
Граничит на западе с Адыгеей, а через обширные горные местности на юге — с городским округом Сочи Краснодарского края. 
На западе примыкает к Псебайскому городскому поселению (поселковому округу), на севере — к Бесленеевскому и Губскому сельским поселениям (сельским округам) Мостовского района.

## Население
| 2010  | 2012  | 2013  | 2014  | 2015  | 2016  | 2017  |
| ----- | ----- | ----- | ----- | ----- | ----- | ----- |
| 1731  | ↘1727 | ↘1712 | ↗1713 | ↘1700 | ↘1689 | ↘1671 |
| 2018  | 2019  | 2020  | 2021  | 2023  |       |       |
| ↘1661 | ↗1672 | ↗1675 | ↘1578 | ↘1544 |       |       |

## Населённые пункты
В состав сельского поселения (сельского округа) входят 4 населённых пункта:
| № | Населённый пункт | Тип населённого пункта | Население (чел.) |
| - | ---------------- | ---------------------- | ---------------- |
| 1 | Баговская        | станица                | ↘1272            |
| 2 | Бугунжа          | посёлок                | ↘9               |
| 3 | Кизинка          | хутор                  | ↘19              |
| 4 | Узловой          | посёлок                | ↘431             |